# Fear (película de 2020)
Fear es una película de drama búlgara de 2020 dirigida por Ivaylo Hristov. Fue seleccionada como la entrada búlgara a la Mejor Película Internacional en la 94.ª edición de los Premios de la Academia, pero no llegó a estar dentro de las nominadas.

## Sinopsis
En un pueblo búlgaro cerca de la frontera turca, una maestra de escuela desempleada se hace amiga de un refugiado de Malí.

## Reparto
- Svetlana Yancheva como Svetla
- Michael Flemming como Bamba